# Mariel Zagunis
Mariel Leigh Zagunis (Portland, Oregon, 3 maart 1985) is een Amerikaanse schermster. Ze won goud op de Olympische Spelen van 2004 en 2008. Zij is de tweede Amerikaan die een gouden medaille heeft gewonnen in het schermen op de Olympische Spelen.
Mariel is de dochter van roeiers Robert en Cathy Zagunis, die uitkwamen op de Olympische Zomerspelen 1976 in Montreal. Haar broers Marten en Merrick zijn eveneens professioneel schermer.
2004: Mariel Zagunis ·
2008: Mariel Zagunis · 
2012: Kim Ji-yeon · 
2016: Jana Jegorjan · 
2020: Sofia Pozdnjakova · 
2024: Manon Brunet